# Siona lineata
Siona lineata là một loài bướm đêm trong họ Geometridae.

## Hình ảnh

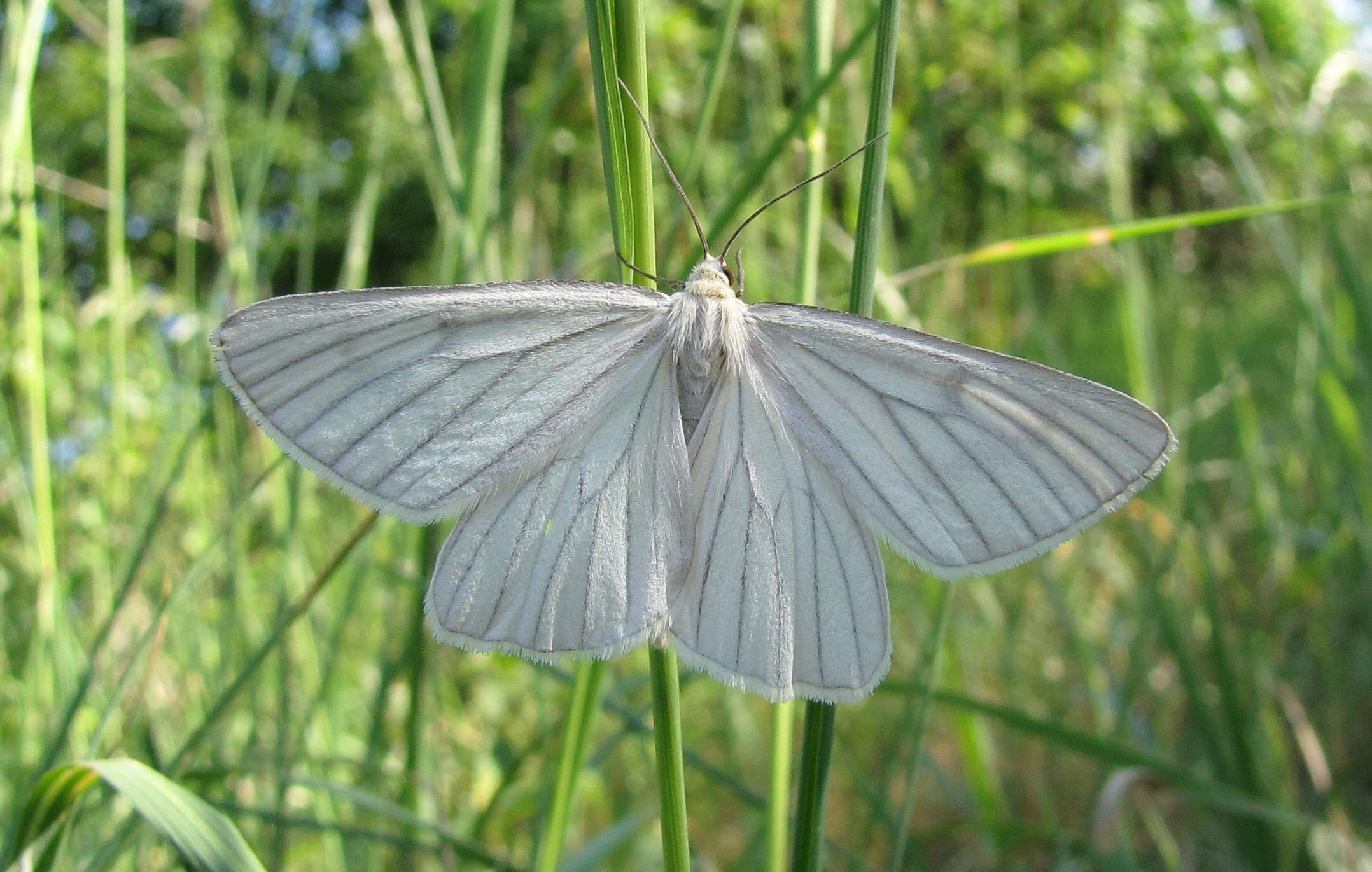
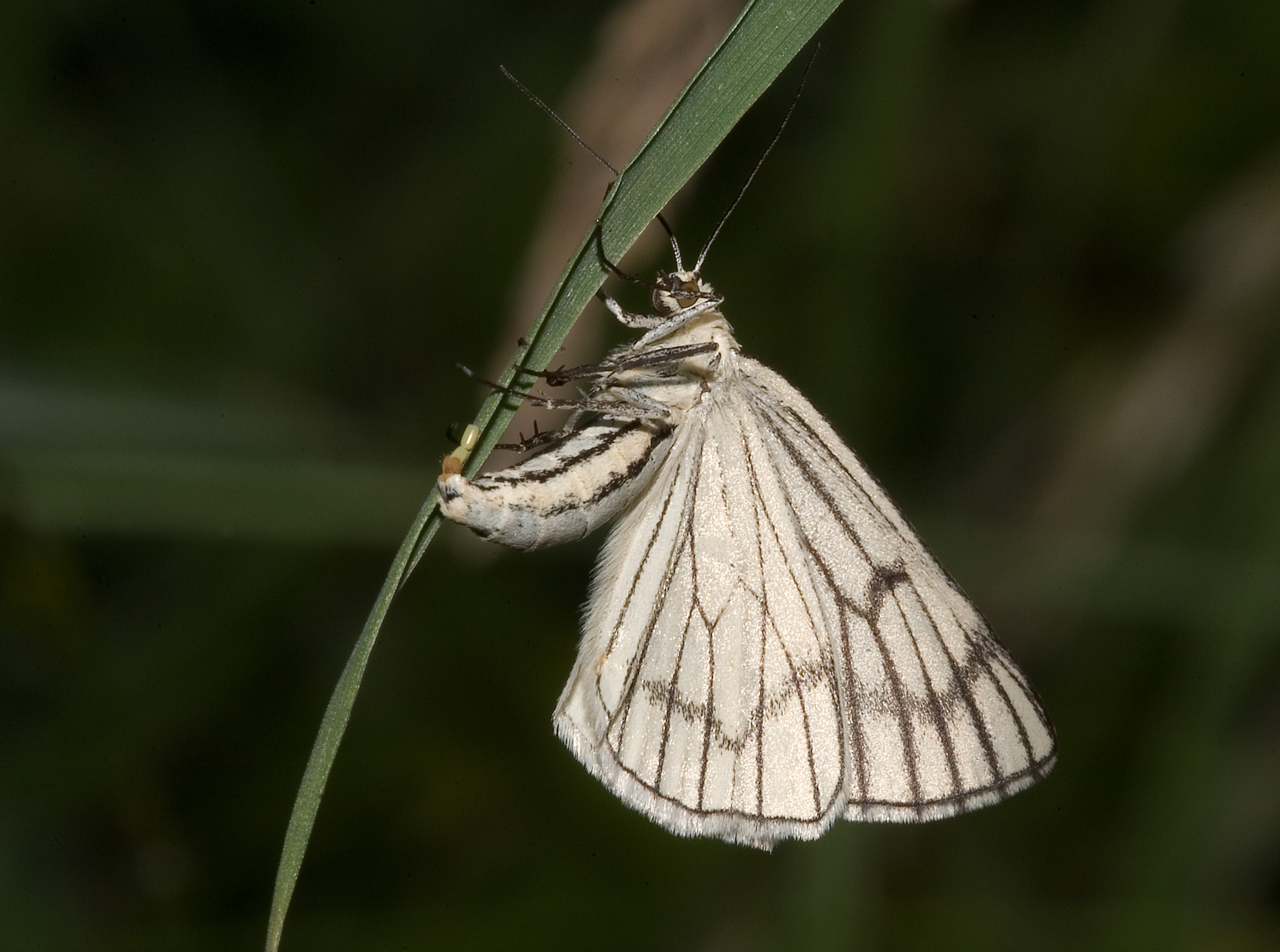
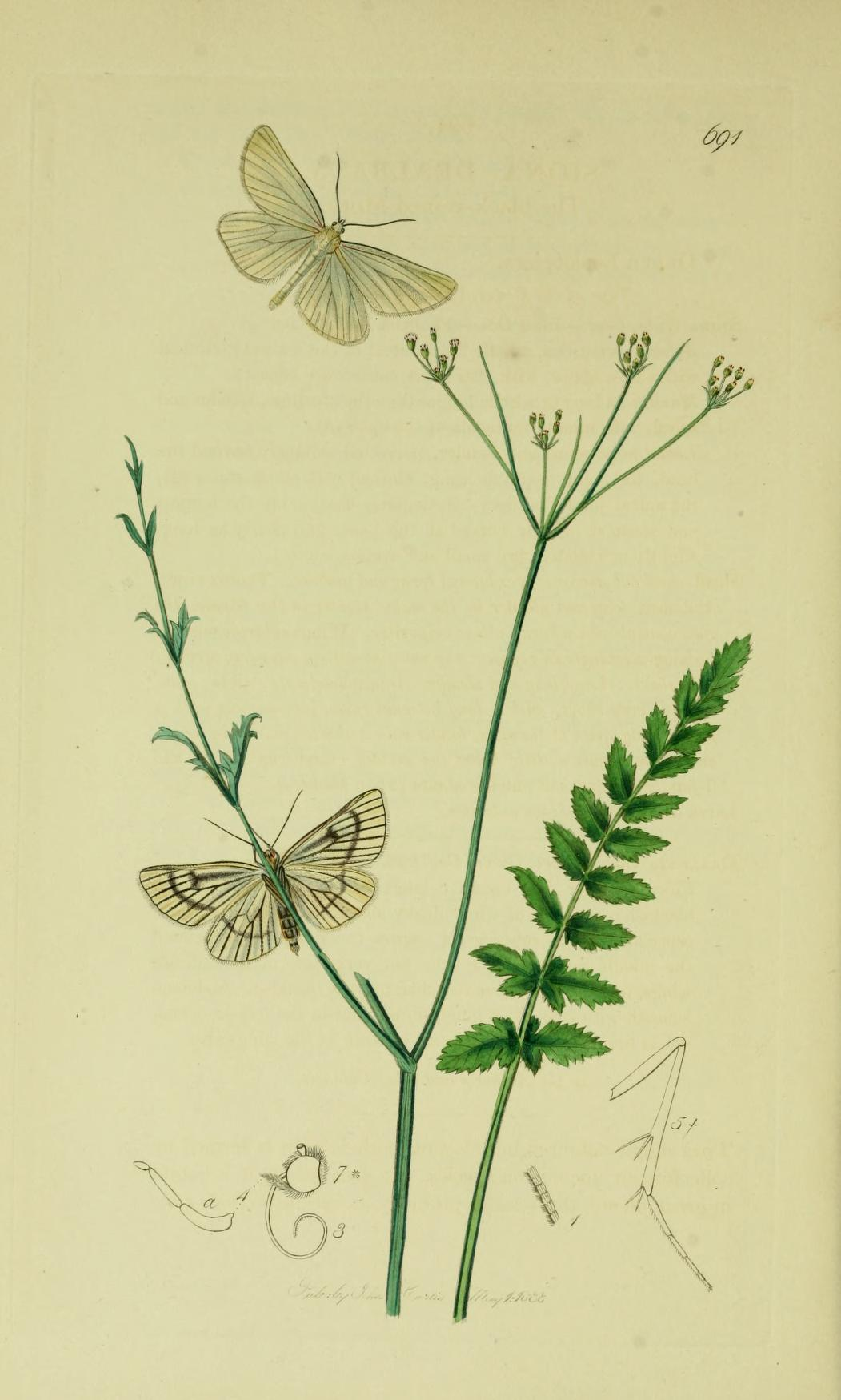